# ساعت بیست و پنج (فیلم ۱۹۶۷)
ساعت بیست و پنج (به انگلیسی: The 25th Hour) فیلمی درام ۱۹۶ دقیقه‌ای به کارگردانی هانری ورنوی و با بازی آنتونی کوئین و ویرنا لیزی محصول سال ۱۹۶۷ است.

## بازیگران
- آنتونی کوئین
- ویرنا لیزی
- گرگوار آسلان
- مایکل ردگریو
- مارسل دالیو
- یان وریخ
- الکساندر ناکس
- جان له ماژرر
- سرژ رجیانی
- والنتینو ماکی
- ماریوس گورینگ
- آلبر رمی